# Herbert Richter (Schauspieler)
Herbert Richter (* 28. August 1898 in Siemianowitz; † nach 1965) war ein deutscher Schauspieler.

## Leben
Nach seiner Schauspielausbildung wirkte Richter zunächst an Theatern in Hamburg und Koblenz, dann in Berlin, wo er vor 1945 am Preußischen Staatstheater, am Lessingtheater und am Theater am Schiffbauerdamm spielte. Nach dem Zweiten Weltkrieg war er unter der Intendanz von Wolfgang Langhoff bis Ende der 1950er Jahre am Deutschen Theater engagiert.
Neben seiner Arbeit am DT spielte Richter auch in einer Reihe von DEFA-Filmen. In der Regel wurde er in Nebenrollen eingesetzt, größere Rollen hatte er 1951 als Franz Nölte in Die Meere rufen und 1952 als Kapitän Kleiers in Anna Susanna. Seine erste und einzige Hauptrolle, den VEAB-Leiter Amann, übernahm er in Günter Reischs Regiedebüt Junges Gemüse (1956).
Nach dem Bau der Mauer lebte Richter zunächst in West-Berlin. Über seinen Verbleib seit Mitte der 1960er Jahre ist nichts bekannt.

## Theaterrollen (Auswahl)
am Deutschen Theater Berlin:
- 1948: Gotthold Ephraim Lessing: Emilia Galotti – Regie: Falk Harnack
- 1948: William Shakespeare: Romeo und Julia – Regie: Willi Schmidt
- 1950: Vašek Káňa: Brigade Karhan – Ein Stück vom Fünfjahrplan  – Regie: Kollektiv unter der Leitung von Lotte Loebinger
- 1951: Alfred Kantorowicz: Die Verbündeten – Regie: Wolfgang Heinz (Kammerspiele)
- 1951: Juri Burjakowski: Julius Fucik (Häftling) – Regie: Wolfgang Langhoff
- 1952:Gerhard W. Menzel: Ein seltsamer Philosoph und Hauptmann in Zivil / Marek im Westen (Marek) – Regie: Werner Dissel (UA: 11. Mai 1952) (Kammerspiele)
- 1953: Friedrich Wolf: Thomas Müntzer, der Mann mit der Regenbogenfahne (Bartel Krumbach) – Regie: Wolfgang Langhoff
- 1954: Maxim Gorki: Ssomow und Andere (Arbeiter Kryshow) – Regie: Wolfgang Heinz
- 1956: Heinar Kipphardt: Der Aufstieg des Alois Piontek – Regie: Heinar Kipphardt (UA: Februar 1956)
- 1957: Lope de Vega: Das Dorf Fuente Ovejuna – Regie: Wolfgang Heinz
- 1959: Maxim Gorki: Sommergäste (Pustobajka) – Regie: Wolfgang Heinz

## Filmografie
- 1949: Unser täglich Brot – Regie: Slatan Dudow
- 1950: Der Kahn der fröhlichen Leute – Regie: Hans Heinrich
- 1950: Die lustigen Weiber von Windsor – Regie: Georg Wildhagen
- 1950: Die Jungen vom Kranichsee – Regie: Arthur Pohl
- 1950: Das Beil von Wandsbek – Regie: Falk Harnack
- 1950: Der Kahn der fröhlichen Leute
- 1951: Die letzte Heuer – Regie: Hans Heinrich und Ernst Wilhelm Fiedler
- 1951: Corinna Schmidt – Regie: Arthur Pohl
- 1951: Die Meere rufen – Regie: Eduard Kubat
- 1951: Schatten über den Inseln – Regie: Otto Meyer
- 1952: Frauenschicksale – Regie: Slatan Dudow
- 1953: Anna Susanna – Regie: Richard Nicolas
- 1953: Die Unbesiegbaren – Regie: Arthur Pohl
- 1953: Jacke wie Hose – Regie: Eduard Kubat
- 1954: Pole Poppenspäler – Regie: Arthur Pohl
- 1954: Leuchtfeuer – Regie: Wolfgang Staudte
- 1954: Das Stacheltier #21: Das Karnickel – Regie: Richard Groschopp
- 1954: Carola Lamberti – Eine vom Zirkus – Regie: Hans Müller
- 1955: Ernst Thälmann – Führer seiner Klasse – Regie: Kurt Maetzig
- 1955: Wer seine Frau lieb hat … – Regie: Kurt Jung-Alsen
- 1955: Sommerliebe – Regie: Franz Barrenstein
- 1956: Junges Gemüse – Regie: Günter Reisch
- 1956: Der Hauptmann von Köln – Regie: Slatan Dudow
- 1959: Maibowle – Regie: Günter Reisch